# Zulip
Zulip — це програмне забезпечення для спільної роботи, побудоване довкола чатів серед груп (кімнат) користувачів. Створено Джесікою Маккеллар і Тімом Ебботом у 2012 році. Zulip є вільним аналогом Slack або HipChat, а також його можна розглядати як більш оперативний аналог списку розсилки, що призначений для роботи в рамках однієї організації.
Компанія-розробник Zulip була придбана у 2014 році компанією Dropbox, яка на той момент використовувала Zulip як основний засіб внутрішньо корпоративної взаємодії співробітників.
У вересні 2015 року компанія Dropbox опублікувала початковий код Zulip під вільною ліцензією Apache.

## Огляд
Код серверної частини Zulip написаний на мові Python з використанням фреймворку Django. В якості СУБД використовується PostgreSQL. Клієнтські програми для настільних платформ написані на C++ з використанням бібліотеки Qt та Electron. лієнтське ПЗ є для Linux, Windows, macOS, Android і iOS, також надається вбудований вебінтерфейс. Передбачена інтеграція зі сторонніми сервісами, такими як GitHub, Jenkins і подібними.
Система підтримує як прямий обмін повідомленнями між двома людьми, так і проведення групових обговорень. Zulip можна порівняти з сервісом Slack і розглядати як внутрішньо корпоративний аналог Twitter, застосовуваний для спілкування і обговорень робочих питань у великих групах співробітників. Надаються засоби для відстеження стану та участі одночасно в декількох обговореннях з використанням ниткоподібної моделі відображення повідомлень, яка є оптимальним компромісом між прив'язкою до кімнат в Slack і єдиним публічним простором Twitter. Одночасне нитевидне відображення всіх обговорень дозволяє в одному місці охопити всі групи, при цьому зберігши логічне поділ між ними.
З можливостей Zulip також можна відзначити підтримку відправки повідомлень користувачеві в offline-режимі (повідомлення будуть доставлені після появи в online), збереження повної історії обговорень на сервері і засоби для пошуку в архіві, можливість відправлення файлів в режимі Drag-and-drop, Автоматичне підсвічування синтаксису для переданих в повідомленнях блоків коду, вбудовану мову розмітки для швидкого оформлення списків і форматування тексту, засоби для групового відправлення повідомлень, можливість створення закритих груп, інтеграція з Trac, Nagios, Github, Jenkins, Git, Subversion, JIRA, Puppet, RSS, Twitter та іншими сервісами, засоби для прив'язки до повідомлень наочних міток.